# George Eastman House

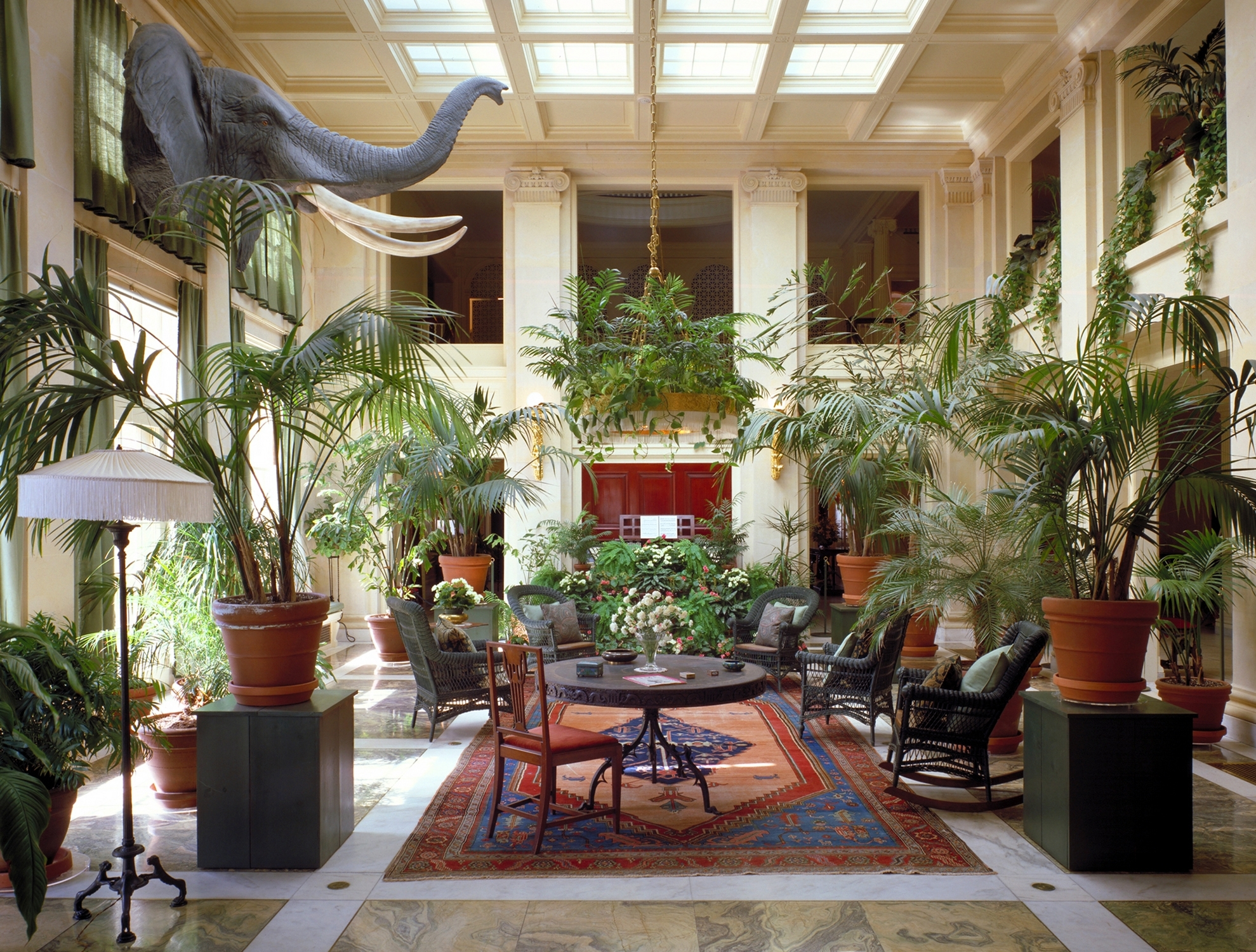
Interiér

George Eastman House Museum of Photography (česky Muzeum fotografie dům George Eastmana) je fotografické muzeum v Rochesteru, státu New York, USA, které patří mezi nejstarší na světě. Otevřelo se pro veřejnost v roce 1949. Muzeum proslulo svou sbírkou fotografií a filmovým archivem; muzeum je také jedničkou v archivaci filmů a konzervaci fotografií, provádí kurzy vzdělávání archivářů a „konzervátorů“ z celého světa.
Muzeum se nachází v domě, který postavil George Eastman, zakladatel společnosti Kodak. Dům byl prohlášen za národní kulturní památku v roce 1966.

## Historie
Majetek George Eastmana, včetně jeho domu, byl odkázán po jeho smrti Univerzitě v Rochesteru. Dům se stal domovem prezidenta University of Rochester Rushe Rheese do roku 1935. Po druhé světové válce univerzita převedla majetek na dozorčí radu.
George Eastman House byl pronajmut v roce 1947. Dnes jeho úplné jméno zní George Eastman House International Museum of Photography and Film neboli George Eastman House – Mezinárodní muzeum fotografie a filmu. Od samého počátku mělo muzeum za cíl a poslání shromažďovat, uchovávat a prezentovat historii fotografie a filmu. Muzeum bylo otevřeno v roce 1949, s výstavou jádra sbírky v bývalé veřejné místnosti Eastmanova domu.
Původní muzejní sbírky – včetně sbírky fotografií z Občanské války Alexandra Gardnera, historické sbírky Eastman Kodak Company a sbírky Gabriela Cromera z Francie – přilákala další významné přírůstky v průběhu dalších čtyřiceti let. Celý archiv, firemní sbírky, a portfolia umělců byly darovány instituci Eastman House.
Jako kurátor Mezinárodního muzea fotografie v George Eastman House pracoval v období 1948–1958 americký kurátor, historik umění, textař a fotograf Beaumont Newhall. Později se stal jejím ředitelem v letech 1958–1971. Během působení v Eastman House byl Newhall odpovědný za shromažďování jedné z největších fotografických sbírek na světě. Jeho kniha The History of Photography zůstává jednou z nejvýznamnějších v této oblasti a stala se klasickou učebnicí historie fotografie.

### Ředitelé

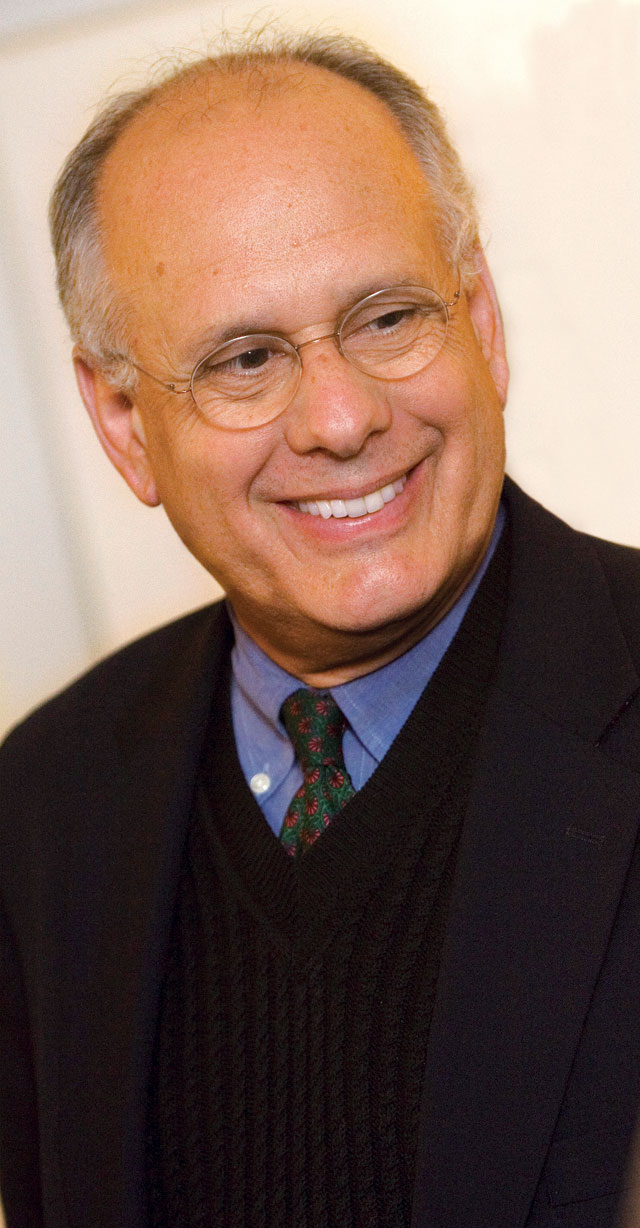
Anthony Bannon, ředitel muzea v období 1996–2012

Současným (2021) ředitelem muzea George Eastmana je Bruce Barnes, který byl jmenován v září 2012.
| Jméno             | Období          |
| ----------------- | --------------- |
| Oscar N. Solbert  | 1947–1958       |
| Beaumont Newhall  | 1958–1971       |
| Van Deren Coke    | 1971–1972       |
| Robert J. Doherty | 1972–1981       |
| Robert A. Mayer   | 1981–1989       |
| James L. Enyeart  | 1989–1995       |
| Anthony Bannon    | 1996–2012       |
| Bruce Barnes      | 2012–současnost |

## George Eastman House Collection

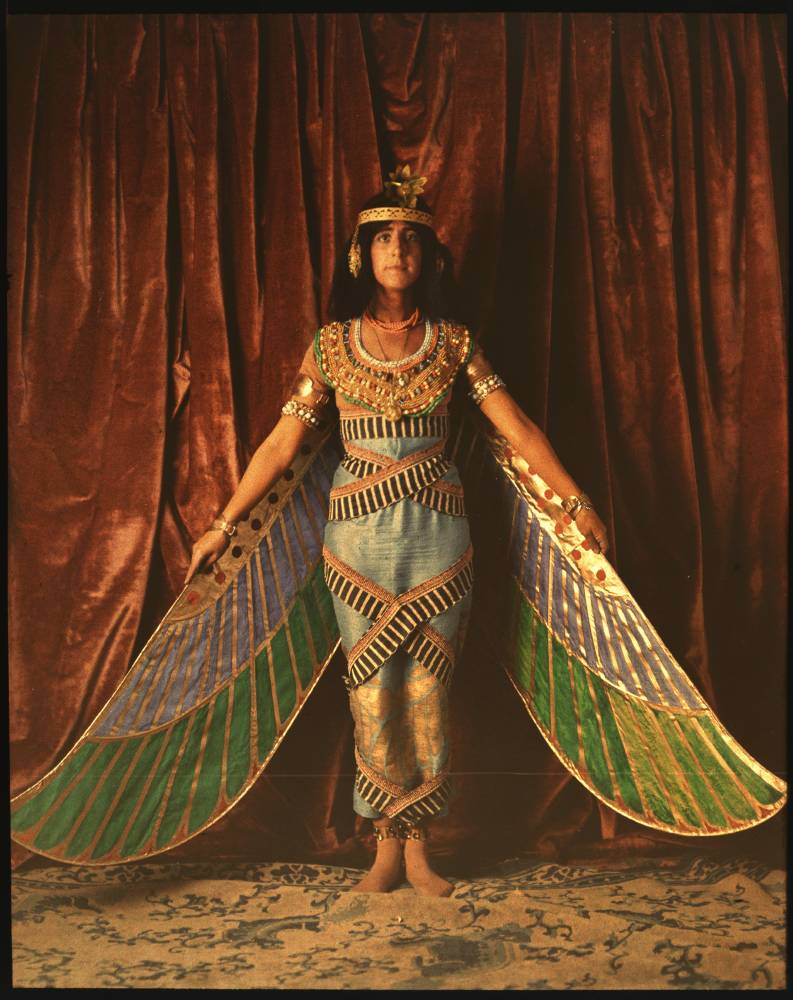
Součástí sbírek je tento barevný autochrom z roku 1915

George Eastman House Collection je fotografická sbírka, která se nachází v domě George Eastmana a spravuje ji organizace a muzeum se stejným názvem – George Eastman House. Kolekce obsahuje více než 400 000 fotografií a negativů od vynálezu fotografie až po současnost. Zaměřuje se na západní americkou fotografii 19. století, ranou francouzskou fotografii a vlastní nejrozsáhlejší sbírku daguerrotypií na světě.
Roku 1966 vystavoval v George Eastman House Garry Winogrand s Lee Friedlanderem, Duane Michalsem, Bruce Davidsonem a Danny Lyonem v rámci výstavy s názvem Toward a Social Landscape Směrem sociální krajina.
Archiv obsahuje díla autorů:
- Drahomír Josef Růžička
- Eugène Atget
- Julia Margaret Cameronová
- Roger Fenton
- Helmar Lerski
- Peter Henry Emerson
- Oscar Gustave Rejlander[6]
- Manuel Rivera-Ortiz
- Henry Peach Robinson
- Burt Glinn – 2005 Havana: The Revolutionary Moment
- Brassaï
- Alfred Stieglitz
- Frederick Scott Archer
- Charles Harbutt
- Nickolas Muray

## Archiv technologií
Muzeum obsahuje mimo jiné také archiv technologií. Lze v něm nalézt první camery obscury, sbírku fotoaparátů Brownie, časovou osu vývoje technologií fotoaparátů, vybrané filmové kamery nebo Lumière Cinématographe.
Součástí sbírky je například letecký fotoaparát Fairchild K-20 používaný během druhé světové války v letecké fotografii. Navrhla jej firma Fairchild pana Shermana Millse Fairchilda a vyráběl se pod licencí pro vojenské kontrakty.

## Galerie

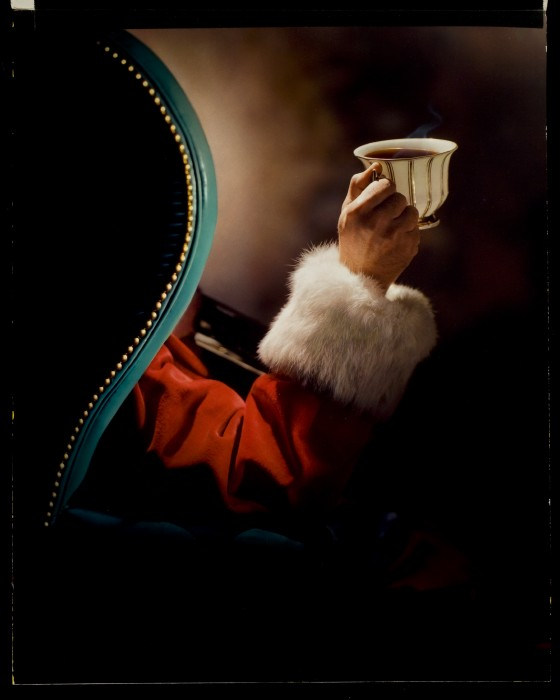
Nickolas Muray: Santa Claus, reklama pro A&P Coffee, 1958
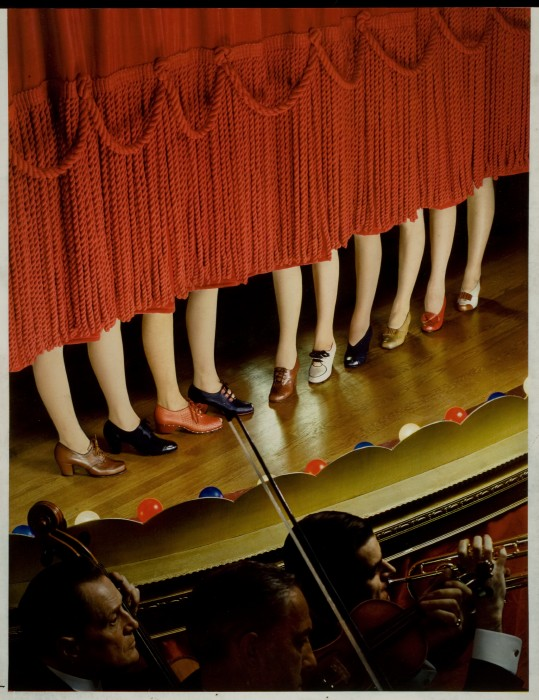
Nickolas Muray: Obálka McCall Style & Beauty, 1942
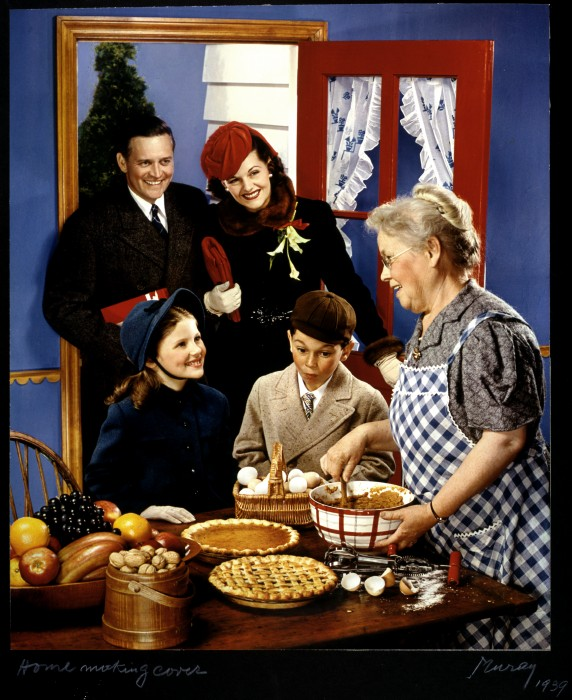
Nickolas Muray: Rodina přišla do sváteční kuchyně, obálka McCall's magazine, 1939

#### Oficiální stránka
- George Eastman House
- Fotografická sbírka online[nedostupný zdroj]

#### Ostatní
- George Eastman House sample page in coffee-table book

#### Průvodci
- Animation World writeup
- RocWiki article on the George Eastman House

#### Virtuální prohlídka
- Virtual Tour Archivováno 3. 11. 2014 na Wayback Machine.